# Pro Evolution Soccer 2016
Pro Evolution Soccer 2016 (abreviat PES 2016 și cunoscut ca Winning Eleven 2016 în Japonia) este un joc video de fotbal, dezvoltat de PES Productions și publicat de Konami pentru platformele Microsoft Windows, PlayStation 3, PlayStation 4, Xbox 360 și Xbox One. Este al cincisprezecelea titlu al seriei Pro Evolution Soccer. Coperta jocului îl are în prim-plan pe Neymar, jucător al echipei FC Barcelona (purtând tricoul echipei naționale a Braziliei). PES 2016 marchează 20 de ani de când PES Productions se află în industria creatoare a jocurilor video de fotbal. Numele jocului a fost redenumit din "World Soccer: Winning Eleven" în "Pro Evolution Soccer" în Asia (cu excepția Japoniei) și în "Winning Eleven", în Japonia.

## Ligi și cupe
La E3 2015, a fost anunțat faptul că Konami și-a extins licența pentru UEFA Champions League, UEFA Europa League și Supercupa Europei până în 2018. La Gamescom 2015, a fost anunțat că Konami a achiziționat licențele exclusive pentru EURO 2016; cu toate acestea, nu va face parte din joc de la început. Pro Evolution Soccer 2016 va include Ligue 1, La Liga, Serie A nelicențiată cu 19 echipe licențiate, Premier League nelicențiată, Manchester United fiind singura echipă licențiată, 3 echipe din Bundesliga (Bayern München, Wolfsburg și Borussia Mönchengladbach), Football League Championship nelicențiată, Serie B nelicențiată, Primeira Liga nelicențiată, Ligue 2, Segunda División, Campeonato Brasileiro Série A nelicențiată, Primera División de Chile nelicențiată, Eredivisie și 4 echipe din Campeonato Brasileiro Série B (Vitória, Bahia, Botafogo și Criciúma).

## Stadioane
Există 21 de stadione în joc, printre care: Allianz Arena, Arena Corinthians, Beira-Rio, Juventus Stadium, Maracanã, Mineirão, Morumbi, Old Trafford, San Siro, Vila Belmiro, St. Jakob-Park. Restul sunt fără licență. Peter Drury și Jim Beglin sunt comentatorii englezi, iar Jon Kabira și Tsuyoshi Kitazawa sunt cei japonezi.

## Recepție
Pro Evolution Soccer 2016 a primit recenzii pozitive din partea criticilor. GameSpot i-a acordat un 9 din 10, referindu-se la joc ca la o "Reîntoarcere a regelui". Ei au spus că "aproape totul din PES 2016 se simte fantastic", și au lăudat "ce frumos se înțelege" fizica jocului cu inteligența artificială. Acest lucru se datorează noului-introdus motor grafic dinamic, care conține un sistem nou de coliziune și o inteligență artificială îmbunătățită, ce includ deciziile individuale și lucrul în echipă. Ei au lăudat și animațiile "uimitoare", împreună cu controlul și fluiditatea, dar au criticat interfața utilizatorului, modelarea caracterelor și indulgența arbitrului la anumite faulturi. Ei au concluzionat că "reprezintă cel mai bun joc al seriei din era PlayStation 2 încoace".
Ziarul britanic Metro i-a acordat jocului o notă de 9 din 10, spunând că "Pro Evolution Soccer este din nou în cea mai bună formă, aceea de cel mai bune joc de fotbal din toate timpurile." Game Informer i-a acordat jocului o notă de 9 din 10, spunând că "PES 2016 reprezintă sportul într-o manieră frumoasă." Ei au adăugat: "Mișcarea este fluentă, jucătorii se demarcă bine, iar fundașii blochează bine mingile; este și un joc mai mult fizic, jucătorii adverși te tatonează, strâng bine liniile și închid fiecare posibilitate de contraatac." Ei au concluzionat: "Pornește o nouă eră pentru serie, care trebuie experimentată."

### Premii
| Lista premiilor și nominalizărilor | Lista premiilor și nominalizărilor | Lista premiilor și nominalizărilor | Lista premiilor și nominalizărilor |
| Premiul                            | Categoria                          | Rezultat                           | Ref.                               |
| ---------------------------------- | ---------------------------------- | ---------------------------------- | ---------------------------------- |
| The Game Awards 2015               | Cel mai bun joc de sport/curse     | Nominalizare                       | [ 27 ]                             |